# Хороший, поганий, коп
«Хороший, поганий, коп» (англ. Copshop) — американський трилер-бойовик 2021 року. Режисер Джо Карнаган; сценарист Джо Карнаган і Курт Маклеод. Продюсери Джо Карнаган й Таї Дункан. Світова прем'єра відбулася 19 серпня 2021 року; прем'єра в Україні — 11 листопада 2021-го.

## Про фільм
Поліцейський відділок — як поле бою. В даному випадку — найманого вбивці, новенької поліцейської та злочинця, що шукає притулку за ґратами.
Битва розгоряється в маленькому поліцейському відділку невеличкого містечка.

## Знімались
| Актор                 | Роль          |
| --------------------- | ------------- |
| Джерард Батлер        | Боб Віддік    |
| Френк Ґрілло          | Тедді Муретто |
| Алексіс Лоудер        | Валері Йонг   |
| Тобі Гасс             | Ентоні Лемб   |
| Чад Коулмен           | Двейн Мітчелл |
| Раян О'Нан            |               |
| Хосе Пабло Кантільйо  |               |
| Кіт Джардін           |               |
| Крістофер Майкл Голлі |               |